# Here We Kum
"Here We Kum" es una canción de la banda de rock Molotov, lanzado al mercado el 25 de octubre de 2003, cómo parte del álbum Dance and dense denso.

## Video musical
El video musical de «Here We Kum» fue estrenado el 2003 en MTV Latino, el video musical de Vevo contiene más de 13,833,185 vistas.

## En la cultura popular
La canción fue parodiado y versionada el comercial de Telefónica Chile (ahora Movistar) «Banda Ancha 2.0 Prepago» durante 2008 y 2009.
La canción es usada en Honduras por el programa de radio La Hora del Té conducido por Fernando Varela y Carlos Acosta

## Lista de canciones
Promo CD:
1. «Here We Kum» (Álbum Versión)
2. «Here We Kum» (Propina Edit)